# Oglasa closteroides
Oglasa closteroides är en fjärilsart som beskrevs av Walker 1865. Oglasa closteroides ingår i släktet Oglasa och familjen nattflyn. Inga underarter finns listade i Catalogue of Life.